# Subdivisions de Kalmoukie
La République de Kalmoukie est divisée en 13 raïons et une cité.

## Raïons
1. Gorodovikovski
2. Iachaltinski
3. Iachkoulski
4. Iki-Bouroulski
5. Ioustinski
6. Kettchénérovski
7. Laganski
8. Maloderbétovski
9. Oktiabrski
10. Priioutenski
11. Sarpiisnki
12. Tchernozémelski
13. Tsélinny

## Cité
1. Elista